# Michael Huff
Michael Wayne Huff II (6 de marzo de 1983, Irving, Texas) es un free safety de fútbol americano jugando para los Oakland Raiders en la NFL. Elegido en la 1º ronda del draft 2006 (7º posición) por Oakland Raiders tras su brillante paso por la University of Texas, donde jugó de CB/S.

## Carrera en el instituto
Huff acudió al Nimitz High School en Irving, Texas. En fútbol, jugó de wide receiver, cornerback, y safety, liderando a su equipo a los playoffs en sus años de freshmen y junior. En atletismo ocupó la séptima posición en el Campeonato Junior de la USATF y tiene 10,46 segundos como mejor marca personal de los 100 metros lisos.

## Carrera en la universidad
Como defensive back en Texas, Huff fue elegido en 2005 en el First Team All American en la posición de safety y ganó el Jim Thorpe Award, como el mejor defensive back del país. 
En 2002, Huff consiguió una selección para el third-team Freshman All-American de Sporting News. 
En la Rose Bowl del 2005, en un partido contra la USC, Huff recuperó un fumble de Reggie Bush, una jugada que muchos creen que causó un cambio en el signo del partido, ayudando a los Longhorn de Texas a ganar el campeonato nacional de la NCAA. También fue clave en la jugada que evitó que LenDale White (Rb de USC) consiguiera el primer down en un 4º y 2. Posteriormente el Quarterback de Texas, Vince Young llevaría al equipo a anotar un touchdown, permitiendo a Texas ganar el campeontao. Se erigió como MVP defensivo de la Rose Bowl.
Huff consiguió 4 intercepciones en su carrera universitaria retornadas para touchdowns, un récord de la universidad.

## Carrera profesional

### NFL Draft
Michael Huff fue elegido en la primera ronda (7th overall) por los Oakland Raiders en el draft del 2006. En el 24 de julio firmó un contrato de 6 años por 43 millones de dólares, incluyendo 16 millones garantizados.

#### 2006
Fue inmediatamente nombrado titular desde el principio de su temporada de rookie, registrando 78 placajes. En el partido disputado el 22 de octubre de 2006 contra los Arizona Cardinals, Huff consiguió 4 placajes solo y su primer y único safety. Fue titular durante los 16 partidos de su temporada de rookie.

#### 2007
Consiguió su primer fumble forzado en su segundo año en un encuentro contra los Houston Texans el 11 de noviembre de 2007. Su única intercepción de su carrera llegó contra los Kansas City Chiefs, que permitió al kicker Sebastian Janikowski anotar el field goal, que llevó a la victoria por 20-17. Huff acabó el partido con una gran actuación, consiguiendo 9 paclajes (7 solo y 2 asistidos). A la siguiente semana contra otro equipo de gran rivalidad, esta vez los Denver Broncos, Huff consiguió su único sack de la carrera, placando al Quarterback Jay Cutler. Huff finalizó la temporada con 85 placajes, 1 fumble forzado y 1 intercepción.
Huff fue movido a la posición de free safety tras la adquisición de Gibril Wilson.

#### 2008
Tras lograr sólo 12 placajes durante los primeros 5 partidos de la temporada 2008, Michael Huff fue sentado en favor de Hiram Eugene.